# 上海中医药大学附属岳阳中西医结合医院
上海中医药大学附属岳阳中西医结合医院前身是上海市公费医疗第五门诊部，是中華人民共和國上海市的一家中西医结合醫院，创建于1976年。總部位於上海市虹口區甘河路110號，名醫特診部位於上海市靜安區青海路44號，上海市針灸經絡研究所位於上海市徐匯區宛平南路650號。

## 歷史
1952年，上海市公费医疗第五门诊部成立。1976年1月，上海市公费医疗第五门诊部和上海市中医学院推拿门诊部、南昌路新针门诊部合并組建岳阳医院，地址位於青海路44號。1993年，岳阳医院被评定为三级甲等中医院，1995年8月，岳陽医院總部搬迁至上海市虹口区甘河路。1998年12月，岳陽医院被評为三级甲等中西医结合医院。

## 外部連結
- 官方网站